# Титимец, Анна Сергеевна
Анна Сергеевна Титимец (род. 5 марта 1989 года в Павлограде) — украинская легкоатлетка, специализирующаяся в спринте, призёр чемпионата Европы, чемпионка Универсиад.

## Карьера
Первую медаль Титимец завоевала в 2007 году на юниорском чемпионате Европы, она стала второй в эстафете 4 × 100 м. На летней Универсиаде 2011 года в Шэньчжэне она выиграла свою первую золотую медаль также в эстафете 4 × 100 м.
На Олимпиаде 2012 года в Лондоне Титимец участвовала в беге с барьерами на 400 м. Спортсменка дошла до полуфинала, где прибежала четвёртой и в финал не вышла.
На летней Универсиаде 2013, которая проходила с 6 по 17 июня в Казани, Анна участвовала в соревнованиях по бегу на 400 метров с барьерами и завоевала золотую награду. В первом раунде соревнований спортсменка квалифицировалась в финал с результатом 55,38 секунд. В финальном забеге Титимец, преодолев дистанцию за 54,6 секунды, стала чемпионкой. Второе место также заняла украинка Анна Ярощук с результатом 54,77 сек, третье место заняла россиянка Ирина Давыдова.
Она была подвергнута санкциям за нарушения в её биологическом паспорте спортсмена и получила двухлетнюю дисквалификацию, отсчёт которой начинался с 3 апреля 2017 года. Кроме того, все её результаты в период с 26 июня 2012 года по 26 июня 2014 года были аннулированы.